# Pleurothallis pileata
Pleurothallis pileata är en orkidéart som beskrevs av Carlyle August Luer och Rodrigo Escobar. Pleurothallis pileata ingår i släktet Pleurothallis och familjen orkidéer. Inga underarter finns listade i Catalogue of Life.